# Maylandia lombardoi
Maylandia lombardoi är en fiskart som först beskrevs av Burgess, 1977.  Maylandia lombardoi ingår i släktet Maylandia och familjen Cichlidae. IUCN kategoriserar arten globalt som sårbar. Inga underarter finns listade i Catalogue of Life.